# Саргис II Гасан Джалалян
Саргис II Гасан Джалалян (арм. Սարգիս Գանձասարեցի, romanized: Sargis Gandzasarets’i, 1810 — 19 декабря 1828 год) — 95-й и последний глава агванского католикосата Армянской апостольской церкви.

## Происхождение
Вёл происхождение из армянского рода Гасан-Джалалянов, внук или сын мелика Хачена Аллахверди (1747—1755), племянник католикоса Есаи (1702—1729) и младший брат католикоса Иоанна XI, числится в списке католикосов Гандзасарского монастыря. Его отец Аллахверди был убит Панах Али-ханом Карабахским.
Однако Раффи уже после выхода «Меликств Хамсы» выяснил, что Саргис не принадлежал к роду Гасан-Джалалянов.
В 1760-х годах стал диаконом. Его брат Иоанн был арестован, допрошен и позже убит Ибрагимом Халил-ханом Джеванширом, за его пророссийскую позицию в 1786 году, вместе со своими пятью братьями.

## История
По Раффи, Саргис был выдан хану католикосом Исраелом, и 16 ноября 1784 года по приказу Ибрагим Халил-хана он со своими братьями был заключён в тюрьму и подвергнут пыткам, но был освобождён после уплаты 8000 туманов в качестве выкупа 22 августа 1785 года благодаря заступничеству жены хана Бике-ханум, дочери Мухаммад-нуцал IV Аварского.
Позже он уехал в Гандзасар, однако его брат был заменен Исраелем Амарасским в качестве католикоса при поддержке Мелика Шахназара из Варанды и Ибрагим Халил-хана. Позже он решил присоединиться к мелику Меджлуму из Джраберда искать убежища в Гянджинском ханстве в 1788 году. Джавад-хан Гянджинский радушно принял их и назначил Саргиса главой армянской епархии Гянджи. Однако братья Саргиса Джалал-бей и Даниэль-бей были схвачены и позже казнены Ибрагимом Халилом во время их тайного визита в Гандзасар для получения монастырской утвари.
Позже Саргис был назначен католикосом Агвана в 1794 году при поддержке Джавад-хана.

### Переселение в Грузию
Из-за голода, эпидемии и войн в Карабахе, его мелики со своими подданными стали переселяться в Грузию, тогда католикос Саргис вместе со своим племянником вардапетом Багдасаром и многочисленными родственниками и свитой перебрался в Тифлис (25 марта 1798 года). Однако, согласно собственному письму Гасан-Джалаляна российскому главнокомандующему на Кавказе Ермолову (написанному в 1823 году), он уехал в Грузию в 1796 году, когда прибыло войско генерала Зубова. Царь Ираклий радушно принял католикоса и перед смертью завещал своему сыну Георгию проявлять уважение к высокому гостю.
Прибытие католикоса Саргиса в Тифлис вызвало недовольство константинопольского архиепископа Ованеса, представлявшего высшую духовную власть Эчмиадзина, так как вскоре стали очевидны и симпатия царя Георгия к католикосу Саргису, и притязания последнего стать пастырем всех проживающих в Грузии переселенцев из Карабаха. Католикос Гукас, по просьбе царя Георгия XII призвал Саргиса лично прибыть в Эчмиадзин для получения этой должности, куда последний и отправился с племянником. Католикос Саргис был назначен настоятелем Ахпатского монастыря и пастырем карабахских беженцев, что двумя грамотами подтвердил царь Георгий.
Но в Эчмиадзине с Саргиса взяли обещание, что он будет использовать титул и печать не католикоса, а архиепископа и главы епархии, когда в это время из Карабаха прибыл новый католикос из монастыря Ерек Манкунк по имени Симон, также бежавший в Тифлис от притеснений Ибрагим-хана Карабахского.

### Возвращение в Карабах
Во время пребывания карабахских меликов и митрополита Саргиса в Грузии имения, принадлежащие монастырям, оказались заброшенными и перешли в руки различных тюркских беев. Усилиями со стороны митрополита Багдасара удалось вернулись значительную часть утраченного.
Католикос Саргис пробыл в Тифлисе 14 лет до 1808 года, когда услышал о смерти своего заклятого врага — католикоса Исраела, и о смерти Ибрагим-хана, он наряду с другими меликами и поданными решил вернуться в Гандзасарский монастырь и вновь занять престол католикоса Агванка. Но сначала Саргис отправил туда своего племянника Багдасара, который нашёл Гандзасар в полном запустении. Несмотря на это, он сумел в короткое время привести монастырь в порядок, и Саргис переехал вместе с беженцами в Гандзасар только в 1812 году, накануне Гюлистанского мирного договора.

### Упразднение католикосата
По возвращении в Карабах в 1812 году, Саргис стал называть себя католикосов Агванка, чтобы снова вызвало недовольство Эчмиадзинского монастыря, и согласно письму, написанному Николаем Ртищевым в 1813 году, российские власти также были против этого права. Но Саргис игнорировал эти требования и прибег к защите Мехти-хана Карабахского, объявил себя независимым от Эчмиадзина. Междоусобица продолжалась 3 года, пока он не был предан анафеме католикосом Ефремом I (1809—1830) в декабре 1815 года, и российские власти вынудили Саргиса отказаться от своего титула и вместо этого стать митрополитом с правами архиепископа.
Таким образом, он стал последним агванским католикосом

### Дальнейшие события
Он отправился в Нуху в 1816 году, прося мощи св. Стефана у Исмаила-хана Хойского, хана Шекинского. Хотя ему передали мощи, российские власти запретили ему на некоторое время покидать город.
Ещё при жизни митрополита Саргиса его племянник Багдасар был послан в качестве его преемника в Эчмиадзин, где был помазан в епископы. Поскольку на протяжении веков католикосами Агванка были представители рода Гасан-Джалалянов, Саргис хотел, чтобы традиция эта была сохранена. Отправившись в 1820 году в Эчмиадзин и приняв из рук католикоса Ефрема сан епископа, Багдасар вернулся в монастырь Гандзасар и, поскольку Саргис был уже в весьма преклонном возрасте, фактически принял на себя духовное управление епархией.

## Смерть
В 1826 году персидский престолонаследник Аббас-Мирза с 80-тысячным войском овладел Карабахом, комендант Шушинской крепости полковник Реутт с небольшим русским гарнизоном оказался запертым в крепости. Аббас-Мирза держал осаду Шуши 48 дней, христианское население было в отчаянии. Престарелый митриполит Саргис, взяв с собой мелика Джраберда Вани Атабекова и мелика Гюлистана Овсепа, отправился к Аббасу-Мирзе, который принял их к селе Ханкенди, расположенном в нескольких верстах от Шушинской крепости. Как писал Раффи, слёзы старого митрополита и красноречие Вани смягчили гнев Аббаса-Мирзы, и он пожаловал им богатые «халаты», успокоив, отправил в обратный путь, обещав не причинять вреда.
Когда персидские войска покинули Карабах, князь Мадатов приказал арестовать всех троих. Посещение непримиримого врага русских расценивалось как своеобразное предательство. Митрополита Саргиса выслали в Тифлис, где он был заключен в тюрьму. А меликов Вани и Овсепа отправили в Баку, чтобы оттуда сослать в Сибирь.
Восемь месяцев и мелики, и митрополит Саргис находились в заключении. В конце концов их невиновность была доказана, и они были освобождены. Митрополит Саргис был освобожден стараниями Нерсеса (будущего католикоса).
Время, проведённое во время заключения крайне плохо отразилось на здоровье Саргиса, и вскоре после возвращения из Тифлиса он скончался в 1828 году, похоронен в Гандзасаре около своего брата Иоанна.